# SGI Challenge

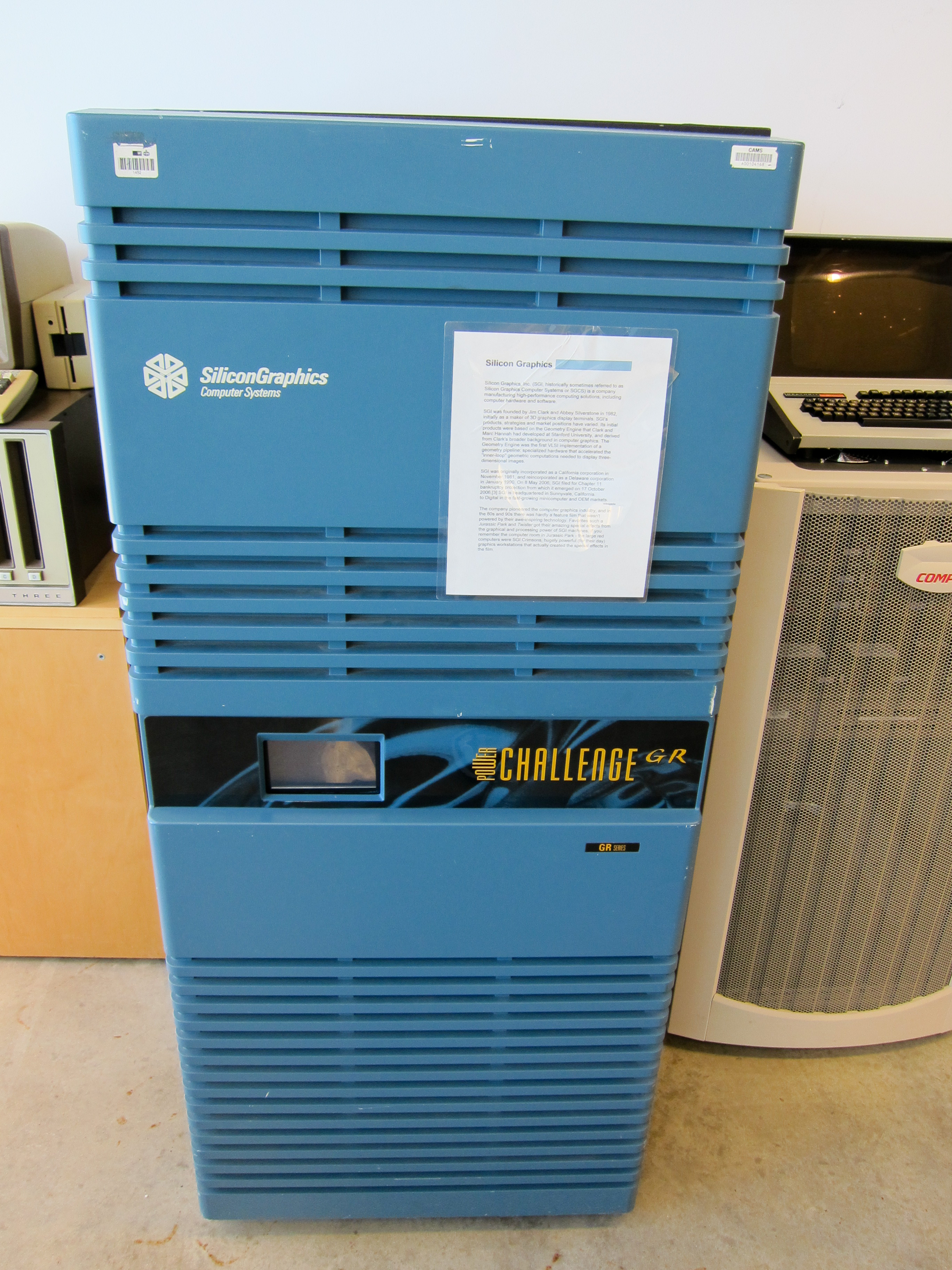
POWER Challenge GR.

SGI Challenge est une famille d'ordinateurs de type station de travail/serveur, développée et fabriquée par l'entreprise Silicon Graphics au début des années 1990. Cette famille d'ordinateurs succède à la série d'ordinateurs Power.

## Modèles
- Challenge S
- Challenge M
- Challenge DM
- Challenge L
- Challenge XL